# Tuyết lở tại hầm Salang 2009
Vụ tuyết lở năm 2009 tại đường hầm Salang xảy ra gần Kabul tại Afghanistan vào Thứ Sáu, ngày 16 tháng 1 năm 2009. Cơn tuyết lở đã cuốn trôi một dãy 12 xe cộ và máy móc gần đường hầm, ít nhất 10 người đã chết. Có 40 người được cứu sống, 11 trong số bị thương bởi tuyết lở. Vụ tuyết lở đánh trúng hầm Salang, xa lộ chính nối liền nam Afghanistan với các tỉnh miền bắc Afghanistan, trong rặng núi Hindu Kush, dọc theo một trong những con đường cao nhất thế giới với độ cao 4.450 m.. Một chiến dịch cứu hộ đã được tiến hành
Thời tiết giá lạnh cùng với tuyết rơi nhiều đã khiến hơn 100 người thiệt mạng trong tuần trước đó tại Afghanistan. Tuyết lở đã phá hỏng nhiều tuyến đường và thời tiết xấu cũng làm rất nhiều gia súc bị chết.